# Naintsch
Naintsch är en ort i kommunen Anger i distriktet Weiz i förbundslandet Steiermark i Österrike. Naintsch var tidigare en självständig kommun, men blev den 1 januari 2015 en del av kommunen Anger. I kommunen ingick även orten Offenegg.